# Agustín Allione
Agustín Lionel Allione, mais conhecido como Agustín Allione ou apenas Allione (Santa Fé, 28 de outubro de 1994), é um futebolista argentino que atua como meia. Atualmente, defende o Los Andes. 

## Carreira

### Vélez Sarsfield
Agustín Allione começou nas categorias de base do FC Belgrano, de Sancti Spiritu, uma cidade que fica a 20 quilômetros de sua cidade natal. Onde, então, partiu para o clube Vélez Sarsfield.
Allione fez sua estréia na Primeira divisão da Argentina aos 17 anos, jogando pelo Vélez, entrando em campo numa vitória por 2-1 sobre o Atlético de Rafaela em 2012. Em 3 de agosto, ele estreou como titular na Primeira Divisão com uma vitória por 3-0 sobre o Argentinos Juniors.
O meio-campista fez 14 aparições durante a parte inicial do campeonato pelo Vélez, incluindo 4 como titular. Ele desempenhou um papel fundamental no suporte 17 contra All Boys, dando assistência a Lucas Pratto no primeiro gol da vitória por 2-0 que deixou a sua equipe como líder da competição.

### Palmeiras

#### 2014
Em 24 de julho de 2014, assinou contrato com o Palmeiras até 2019. Allione fez sua estreia pelo clube em 31 de julho num jogo amistoso contra a Fiorentina pela Copa Euro Americana de 2014.
Durante o ano de 2014, Allione se envolveu em polêmicas com o técnico Dorival Júnior, até então técnico do Palmeiras, alegando que o técnico não o utilizava durante as partidas. Também, acabou sendo expulso durante algumas partidas. Em dezembro, pouco após a demissão de Dorival no Palmeiras, Allione usou seu Twitter para republicar ofensas ao caráter e à personalidade do técnico. Mas, em sua primeira entrevista coletiva em 2015, disse se sentir responsável pelas poucas chances no ano passado, já que recebeu dois cartões vermelhos. Na coletiva, disse: "Nunca tinha sido expulso. Foram erros que cometi, mas vou tentar mudar porque é importante para mim e para a equipe".

#### 2015
Em 2015, Allione fez sua primeira partida pelo Campeonato Paulista de 2015, numa vitória sobre o Audax por 3-1, onde foi escolhido como o homem do jogo, dando duas assistências para os gols de Leandro Pereira e Robinho.
Em 2 de dezembro de 2015, sagrou-se campeão da Copa do Brasil de 2015 pela equipe na decisão contra o Santos que representou a primeira finalíssima da história disputada no Allianz Parque.

#### 2016
No mês de janeiro, logo no 1º jogo da equipe alviverde, fez um dos gols da vitória por 2-0 sobre o Libertad, do Paraguai, no Estádio Centenário, pela Copa Antel disputado no Uruguai.
No jogo contra o Rosario Central válido pela Copa Libertadores da América de 2016, marcou o segundo gol do time na vitória por 2-0, realizado no Allianz Parque.
Com a chegada do técnico Cuca teve mais espaço no time, na partida válida pela Copa Libertadores da América de 2016 contra o River Plate (URU), fez dois gols na vitória de 4-0 sobre o time uruguaio, e, apesar do Palmeiras ser eliminado, Allione foi eleito o melhor jogador da partida. Na Copa Libertadores da América de 2016, sofreu mais uma lesão muscular que o fez perder espaço no time.

#### Empréstimos
Em 13 de janeiro de 2017, foi emprestado ao Bahia até o fim do ano. Seu primeiro jogo pelo Tricolor Baiano foi diante do time do Fortaleza, no dia 26 de janeiro. Marcou seu primeiro gol pelo tricolor na goleada de 6–0 contra o Bahia de Feira e deu duas assistências.
Em janeiro de 2018, Allione foi novamente emprestado ao time baiano, desta vez até janeiro de 2019, numa negociação que fez o time paulista ter preferência numa negociação do atleta Zé Rafael. Nessa negociação, teve seu contrato renovado com o Palmeiras por um ano, até julho de 2020. Nas temporadas de 2017 e 2018, em que atuou no Bahia, fez 71 partidas e marcou 4 gols.
Em janeiro de 2019, Allione novamente foi emprestado, desta vez para o Rosário Central, até janeiro de 2020. Ficou a maior parte do tempo no banco de reservas e colheu resultados bem negativos no primeiro semestre.
Em janeiro de 2020, Allione foi mais uma vez emprestado e rumou ao Central Córdoba, por seis meses, período que ficou até o fim do seu contrato com o Palmeiras.

### Temperley
Em fevereiro de 2021, assinou contrato de um ano com o Temperley, da Argentina.

## Títulos
Vélez Sarsfield
- Torneio Inicial do Campeonato Argentino: 2012
- Campeonato Argentino: 2012–13
- Supercopa Argentina: 2013

Palmeiras
- Copa EuroAmericana: 2014
- Copa do Brasil: 2015
- Campeonato Brasileiro: 2016

Bahia
- Copa do Nordeste: 2017
- Campeonato Baiano: 2018

### Prêmios individuais
Bahia
- Seleção do Campeonato Baiano de Futebol de 2017